# 大規模小売店舗立地法
大規模小売店舗立地法（だいきぼこうりてんぽりっちほう、平成10年6月3日法律第91号）は、大規模小売店舗の配置および運営方法に関する日本の法律である。略称は大店立地法（だいてんりっちほう）。
大規模小売店舗法（「大規模小売店舗における小売業の事業活動の調整に関する法律」、略称「大店法」）に代わり制定され、1998年（平成10年）6月3日公布、2000年（平成12年）6月1日より施行された。
大規模小売店舗の立地に関し、その周辺の地域の生活環境の保持のため、大規模小売店舗を設置する者により、その施設の配置および運営方法について、適正な配慮がなされることを確保することにより、小売業の健全な発達を図り、もって国民経済および地域社会の健全な発展、ならびに国民生活の向上に寄与する（第1条）。

## 背景

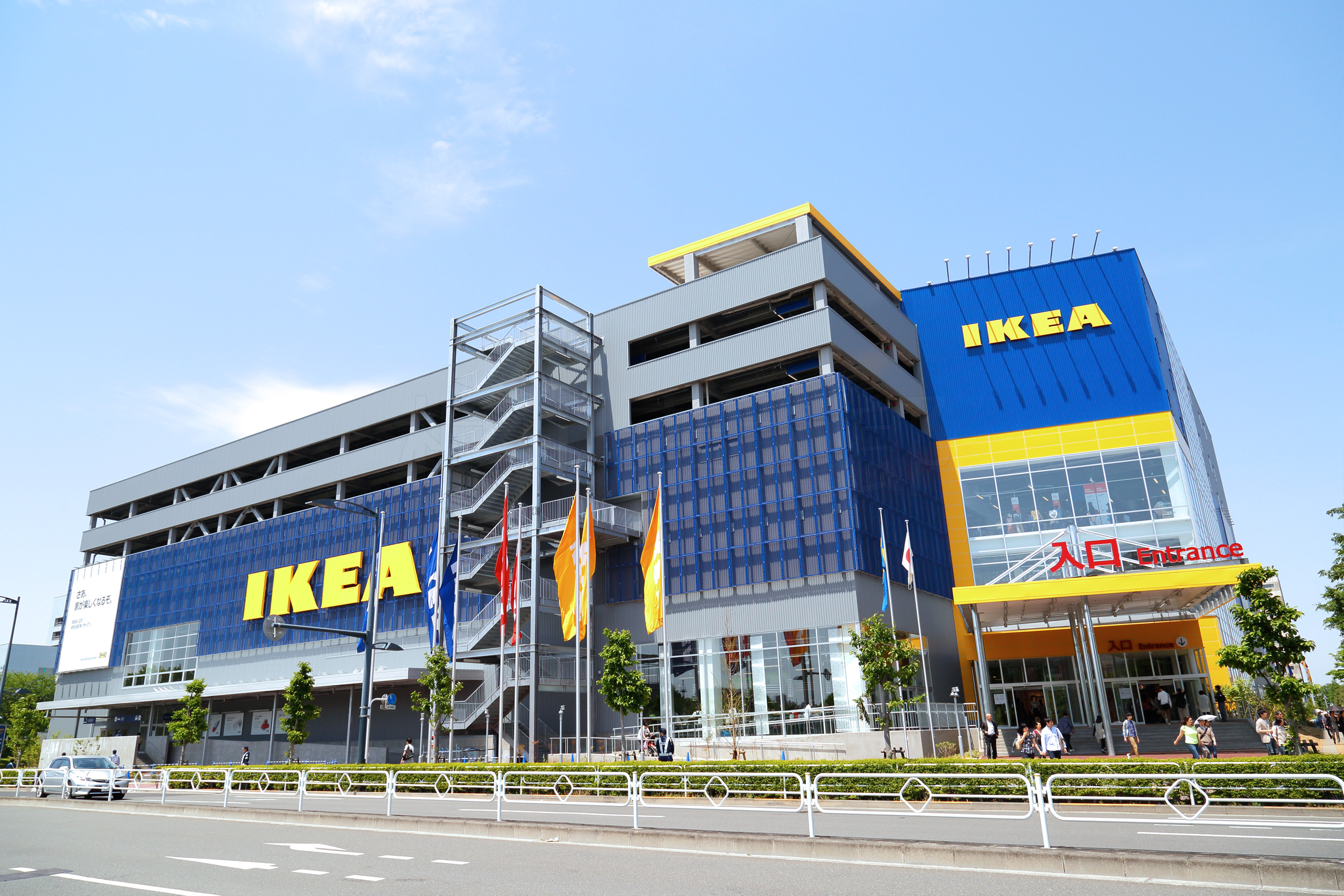
IKEA立川
外資系企業による大規模店舗出店の例

日本においては、1960年代後半（昭和40年代）頃から各地でスーパーマーケットを初めとした大型商業店舗の出店が急増し、それに対抗して地元商店街による大型商業施設の進出反対運動も激しさを増すようになった。
こうした問題を踏まえ、旧百貨店法の対象を拡大する形で「大規模小売店舗における小売業の事業活動の調整に関する法律」（大規模小売店舗法、略称「大店法」）が1973年（昭和48年）10月1日に公布され、翌1974年（昭和49年）3月1日より施行された。
実際に調整にあたるのは商工会議所（商工会）に置かれる委員会で、商業者・消費者・中立委員の3グループで構成され、中立委員が中心となって調整を進めていた。1975年（昭和50年）頃からは、大型店進出が集中するような地域では商業調整が厳しく行われ、極端な場合は出店調整にあたる商工会議所が出店の凍結を宣言する場合も出てきた。
1990年代半ばに、トイザらスの日本進出により既存の小売店への影響が及ぶという理由が不当として、アメリカ政府から非関税障壁が批判され、大店法に世界貿易機関 (WTO) 協定違反の疑いがあることも否定できない状況となった。この結果、まちづくり3法の一部として、店舗面積などの量的側面からの商業調整を撤廃した本法が新たに立法化され、これに伴い大店法は廃止された。

## 届出の概要

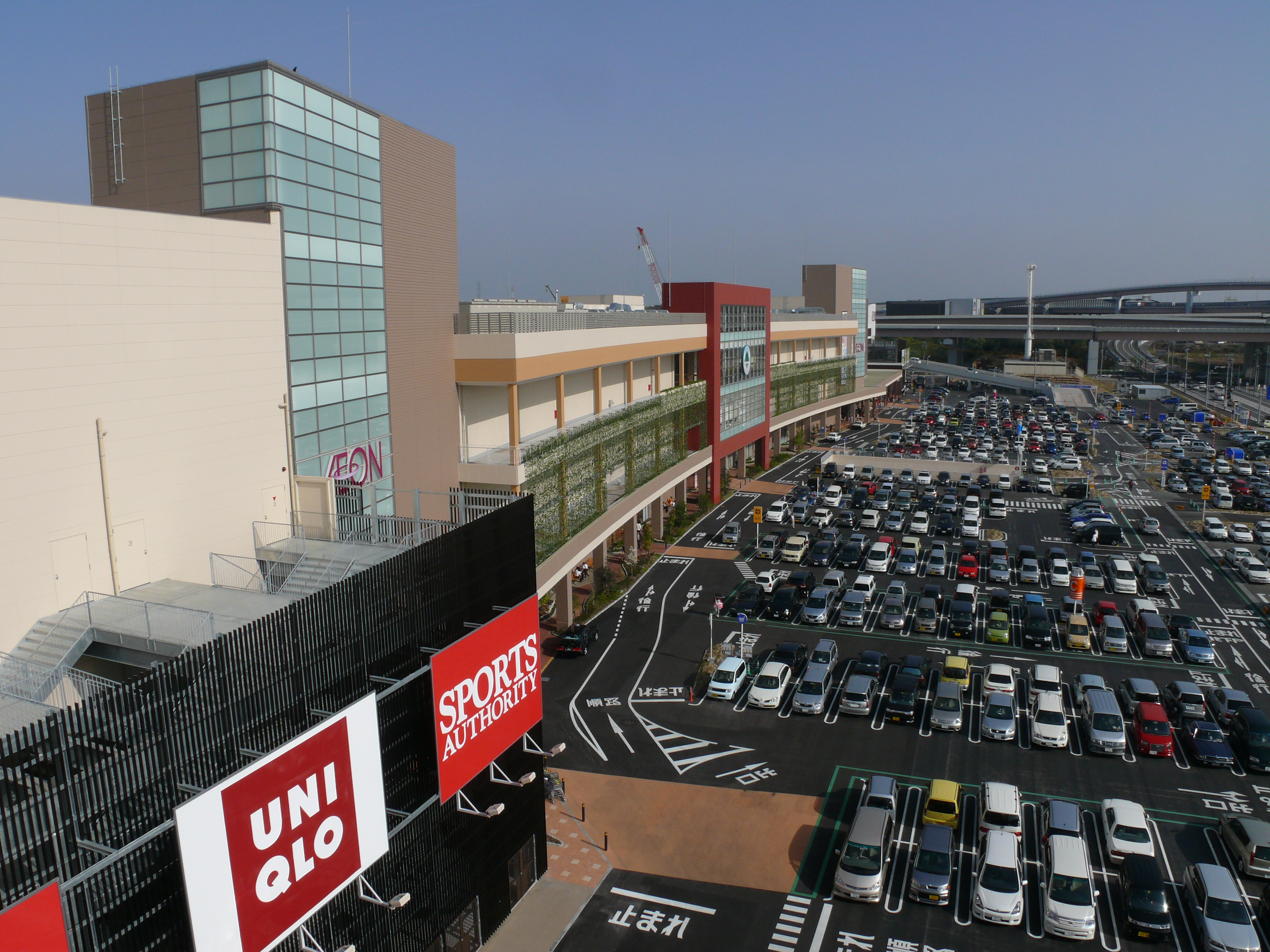
イオンモール大高
大店立地法に基づいて開発された大規模店舗の例

### 届出小売店舗面積
第2条により規定される店舗面積は、小売業（飲食店業を除くものとし、物品加工修理業を含む。以下同じ）を行うための店舗の用に供される床面積であり、この店舗面積が一定の基準面積（政令では 1,000平方メートルと規程）を超える小売店舗が「大規模小売店舗」とされ、新設・変更などの場合に届出が必要となる。
なお、面積は小売店の店舗の用に供する面積だけであるので、共用通路、トイレや階段を含まない（催事等で共用通路において販売を行う場合は含まれる）。飲食店、旅行代理店、映画館、ゲームセンター、医院なども含まれない。また店舗面積はあくまで建物内だけで、屋外を店舗の用に供する場合の面積は含まれない（中古車販売、園芸店等）。

### 届出の内容
大規模小売店舗を新設しようとする者は、その8か月前までに都道府県に対し、建物の名称、新設する日、店舗面積、駐車場・駐輪場の位置・台数、開店時刻・閉店時刻、その他を届け出る。この際に交通安全・渋滞対策について事前に都道府県警察と協議が行われる。また立地により騒音対策（交通や空調設備の室外機等）も必要となる。
また届出者は、届出後2か月以内に地元説明会を開催する。届出を受けた都道府県はこれを公告し、地元の市町村や住民からの意見を聞いたうえで、8か月以内に意見の有無を通知する。意見がなければ8か月を待たずに開店できるが、意見が述べられた場合、届出者は届出内容を変更するか、または変更しない旨の通知を行う。この場合、変更届又は通知が行われた日から2か月間は、店舗の新設はできない。
本法では8か月前までの届出を必要としているため、新設する日は届出日から8か月+1日の日付を指定して届出され、実際の開店日とは異なる場合が多い。なお、新設する日が遅れることについての届出義務はない。
大規模小売店舗の一部を変更する場合で、店舗面積の増加、開店時刻の繰り上げ、閉店時刻の繰り下げ、駐車場台数の減少等については変更届出が必要となるが、店舗面積の減少、開店時刻の繰り下げ、閉店時刻の繰り上げ、駐車場台数の増加等については、届出の必要はない。ただし店舗面積の減少により、本法の基準面積を下回ることになる場合は、廃止の届出が必要となる。変更する場合も地元説明会は必要だが、軽微な変更である場合、現地への届出内容の掲示に代えられることがある。

## 問題点
本法は、大規模商業施設の店舗面積の制限を主目的とした大店法とは立法の趣旨が異なり、大型店と地域社会との融和の促進を図ることを主眼としている。このため審査内容も主に、車両交通量など出店による周辺環境の変動に関するものとなり、大店法時代とは異なり、出店自体については審査を受けなくなった。
これにより、各地で大型資本の出店攻勢が活発化しており、特に地方都市や郡部ではロードサイド店舗の進出により、既存の駅前商店街がシャッター通り化するケースも増加している。
これらの商店街のシャッター街化は、地元経済の縮小をもたらすだけでなく、徒歩生活圏における消費生活が困難になるという買い物難民問題を生む。総務省行政評価局が平成29年（2017年）7月に発表した「買物弱者対策に関する実態調査 結果報告書」では、買い物難民を「買物弱者」と呼び、商店街の衰退によって高齢者や自家用車を持たない低所得者などを中心に、日常生活を営むことが困難になっていることを指摘している。農林水産省では、買い物難民・買物弱者を「食料品アクセス問題」と位置づけ、食料品アクセス問題ポータルサイトを設置した。
また、自家用車以外の手段ではアクセスしにくい郊外の大規模店舗を中心とする消費生活は、徒歩と公共交通機関での移動を基本とする旧来型の生活スタイルに比べて、環境負荷が高いことにも留意すべき点とされる。